# Sankt Gotthard im Mühlkreis
Sankt Gotthard im Mühlkreis település Ausztriában, Felső-Ausztria tartományban, az Urfahrkörnyéki járásban. Tengerszint feletti magassága 473 méter, területe 11,99 km².

## Elhelyezkedése
Sankt Gotthard im Mühlkreis Herzogsdorf, Gramastetten, Walding és Feldkirchen an der Donau településekkel határos.

## Népesség
| 2016 | 1 289 |
| 2018 | 1 332 |